# Marcin Kazimierz Borowski
Marcin Kazimierz Borowski herbu Lis (ur. 1640, zm. w październiku 1709) – podkoniuszy koronny, starosta grudziądzki i  rogoziński, od 1691 kasztelan gdański, właściciel dóbr gubińskich i Białochowa k. Grudziądza.
Urodził się w rodzinie Szymona Borowskiego. W młodości przebywał na dworze Jana Kazimierza. W 1673 dowodził regimentem dragonów w wyprawie chocimskiej.
W 1667 dostał dobra rogozińskie w ziemi chełmińskiej, a po śmierci królowej Marii Ludwiki, przyległe starostwo grudziądzkie. Poseł sejmiku generalnego pruskiego na sejm abdykacyjny 1668 roku.
W oczach sąsiadów z zagranicy uchodził za sojusznika króla Jana III Sobieskiego w jego zmaganiach politycznych z elektorem Fryderykiem Wilhelmem. Był delegatem z województwa chełmińskiego na elekcję królów Michała Korybuta Wiśniowieckiego i Jana III Sobieskiego. 11 lutego 1668 mianowany podkoniuszym koronnym. Był członkiem konfederacji malkontentów w 1672 roku.
Poseł sejmiku kowalewskiego na sejm koronacyjny 1676 roku, sejm 1690 roku.
W 1691 nominowany na kasztelanię gdańską, co wywołało, bezskuteczny jednak, protest szlachty pruskiej, gdyż nie posiadał prawa indygenatu. Po zerwanym sejmie konwokacyjnym 1696 roku przystąpił 28 września 1696 roku do konfederacji generalnej. 5 lipca 1697 roku podpisał w Warszawie obwieszczenie do poparcia wolnej elekcji, które zwoływało szlachtę na zjazd w obronie naruszonych praw Rzeczypospolitej. Po 1700, podczas wielkiej wojny północnej, gdy Gdańsk był niejednokrotnie zagrożony przez obce wojska, w celu wzmocnienia miasta, zatrudnił fortyfikatora Jana Charpentiera.
W 1702 otrzymał zgodę królewską, na ustąpienie starostwa grudziądzkiego Działyńskim.
Zaznaczył się też dobroczynnością na cele kościelne, zwłaszcza na kolegium jezuitów grudziądzkich i przebudowę kościoła o. Dominikanów w Chełmie.
Żona Anna Andrault de Langieron zawarła z mężem w 1690 umowę wzajemnego dożywocia; w testamencie zatwierdzonym w 1693. Mieszkał z rodziną w Giżycku (Lecku). 